# Topolino nella valle dell'incanto
Da non confondere con Topolino nella valle infernale.
Topolino nella valle dell'incanto è una storia a fumetti Disney scritta dallo sceneggiatore Guido Martina e disegnata da Rino Anzi, pubblicata originariamente su Topolino n. 44 del 10 giugno 1952; è la prima storia di autori italiani nella quale compare il personaggio di zio Paperone, creato dall'americano Carl Barks nel 1947.

## Contesto storico
Nella primavera del 1952, Paperon de' Paperoni è ormai una presenza ben consolidata negli albi statunitensi. Oltre al suo creatore, anche altri artisti come Murry, Moore, Thompson stanno lavorando sul papero più ricco del mondo.
Nello stesso anno, il direttore di Topolino Mario Gentilini insiste con Guido Martina, il suo sceneggiatore di punta, per iniziare a inserire anche nelle loro storie il personaggio di Paperone. Martina, così, lo fa esordire in Topolino nella valle dell'incanto, disegnata da Rino Anzi. In questa storia, in cui fa il suo esordio un ricco e imponente maniero, che sembra riprendere la Villa de' Paperoni, presente, con alcune variazioni, nelle prime storie di Martina con il personaggio, si mescolano i personaggi Disney, proprio come succede anche in USA, con la differenza che, in Italia prima che in America (dove avverrà circa un decennio fa), inizia a crearsi un'identità anche per la città di Topolinia, che nasce proprio in quest'anno nei fumetti italiani.

## Trama

### Prima puntata:Topolino nella valle dell'incanto
Il castello di Paperone, con tutte le sue ricchezze, scompare nel nulla. Paperone si rivolge dunque al Commissario Basettoni e a Topolino che si recano sul luogo dove sorgeva il castello e trovano un biglietto scritto dal ladro del castello scomparso. Da un indizio che si trova sulla lettera (in cui si scrive che il castello ora si trova sulle "guglie dell'incanto") Topolino deduce che il castello si trova ora nella terra dell'incanto e inizia a prepararsi al viaggio per raggiungerla.
All'impresa si unisce Paperino, oltre a Pluto. I tre partono per nave nel tentativo di raggiungere la valle dell'Incanto ma, durante il tragitto, vengono aggrediti da una nave pirata capitanata da Gambadilegno. I tre riescono comunque a raggiungere la valle dell'Incanto grazie a una mongolfiera (la valle dell'Incanto si trova ad altitudine elevata).

### Seconda puntata:Topolino nella terra dell'incanto
Topolino, Paperino e Pluto riescono a raggiungere la valle dell'Incanto con la mongolfiera e vi trovano il castello ma devono affrontare diverse tribolazioni: dapprima Paperino viene aggredito da un'aquila ma viene soccorso appena in tempo da Topolino; poi i tre vengono catturati da Pietro Gambadilegno (mascherato), che a quanto pare è il re della Valle dell'Incanto. Pluto e Paperino vengono sottoposti sotto tortura tramite un macchinario infernale, Topolino viene rinchiuso in prigione in compagnia con strani esseri.
Topolino riesce comunque ad evadere e con una fionda fai da te riesce a farsi catapultare dentro il castello, dove colpisce in pieno Gambadilegno, togliendogli nel colpo la maschera e dunque scoprendo la sua vera identità. Topolino, dopo una violenta colluttazione, riesce a fuggire con un aereo, mentre l'aquila della Valle libera Paperino e Pluto dalla macchina infernale che li stava torturando.

### Terza puntata:Topolino nella terra dell'incanto- terza e ultima puntata
Topolino lancia una fune a Paperino e Pluto, e i due, utilizzando la fune, riescono a salire sull'aereo guidato da Topolino. I tre, riunitesi, sferrano l'attacco finale al macchinario che tiene sospeso nel vuoto il castello di Paperone, sconfiggendo Gambadilegno dopo una colluttazione e buttandolo insieme ai suoi complici nella rete sotto il castello, dopo averli imprigionati in una bolla di cellulosa.
Dopo aver preso il controllo del macchinario che tiene sospeso nel vuoto il castello, i tre riescono a far tornare a casa il castello di Zio Paperone. I malviventi vengono arrestati, processati e condannati a 1.000 anni di detenzione, ma Paperone si dispera comunque perché manca un centesimo (e Paperino si lamenta perché quel centesimo mancante sarebbe spettato a loro per ricompensa per aver recuperato il castello).

## Particolarità
- I disegni, ad opera di Anzi, mostrano diverse incongruenze: ad esempio nelle prime tavole Topolino viene rappresentato con il look degli anni '30 (pantaloncini e occhi completamente neri), per poi assumere il look degli anni '40 (maglietta, pantaloni e occhi con le pupille) e, infine, sempre nella stessa storia, essere raffigurato con il look degli anni '40 ma con gli occhi decisamente anni '30.[1]
- In questa storia si parla per la prima volta al mondo di Topolinia, mentre in America comparirà molto più tardi.[2]
- Il titolo della storia cambia nel corso della pubblicazione a puntate: se nella prima puntata si intitola Topolino nella valle dell'incanto, dalla seconda puntata cambia in Topolino nella terra dell'Incanto.[3]

## Ristampe
Dopo aver debuttato in Italia sui numeri 44, 45 e 46 di Topolino nel 1952, la storia in Italia è stata ristampata solo due volte, entrambe ne I Grandi Classici Disney: sul numero 300 della prima serie (novembre 2011) e sul numero 101 della seconda (maggio 2024).
All'estero, risulta pubblicata solo in Turchia nel 1954 (sui numeri dal 17 al 21 di Çocuklara Armağan).